# Habitatge al carrer Joan Maragall, 24 (Girona)
L'Habitatge al carrer Joan Maragall, 24 és una obra de Girona inclosa a l'Inventari del Patrimoni Arquitectònic de Catalunya.

## Descripció
És una casa senyorial entre mitgeres de planta i tres pisos. La base està decorada amb un encoixinat interromput per un gran pòrtic de columnes jòniques que sostenen un frontó triangular que emfasitza l'entrada. Les obertures del primer pis estan separades per columnes. La resta són d'arc de mig punt i les de l'eix central s'ennobleixen amb balustrada.